# Chajim b. Mose Attar

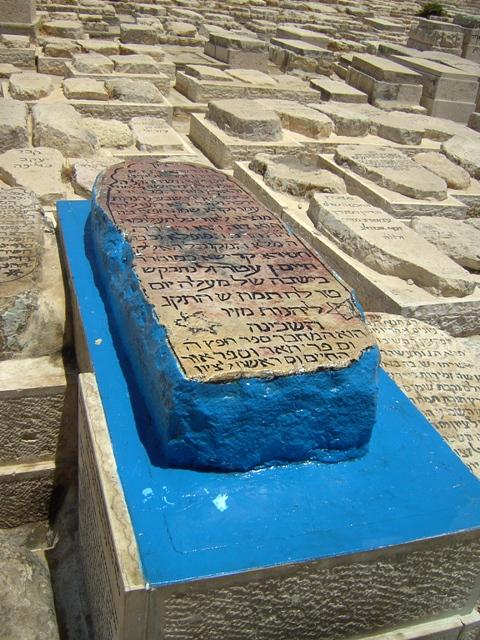
Grab auf dem Jüdischen Friedhof am Ölberg

Chajim b. Mose Attar (Abenattar; * 1696 in Salé, Marokko; † 6. Juli 1743 in Jerusalem) war ein jüdischer Gelehrter und Kabbalist in Marokko. Bekanntheit erreichte sein Werk Or ha-Chajim („Licht des Lebens“), ein Kommentar zum Pentateuch.
Attar entstammte einer sephardischen Familie und wurde von seinem Großvater R. Chajim unterrichtet. Gemeinsam mit seinem Vater und seinem Großvater übersiedelte Attar 1705 nach Meknès, 1708 kehrte die Familie nach Salé zurück. Er ließ sich zum Rabbiner ausbilden und heiratete in Salé die gelehrte Tochter seines Cousins. Attar wurde durch seinen asketischen Lebensstil bekannt und verfügte über zahlreiche Schüler und ein eigenes Lehrhaus. Ende der 1730er Jahre verließ er auf Grund der hohen Steuern Marokko. Nach Aufenthalten in Fès, Meknès und Tétouan gelangte er 1739 nach Livorno, wo er sich für einige Zeit niederließ. Er schrieb hier sein Werk Or ha-Chajim und sammelte erneut zahlreiche Studenten um sich. 1741 brach er mit einer Gruppe von 30 Personen, darunter marokkanische Juden und junge, italienische Rabbiner auf dem Seeweg nach Palästina auf. Auf Grund von Seuchen in Jaffa und Jerusalem verweilte Attar für rund ein Jahr in der Hafenstadt Akkon, wo er eine temporäre Jeschiwa gründete. Schließlich übersiedelte Attar seine Schule nach Jerusalem und gründete hier die Midrash Knesset Israel Jeschiwa mit einer Abteilung für fortgeschrittene und einer Abteilung für junge Studenten.